# Description de l'Égypte

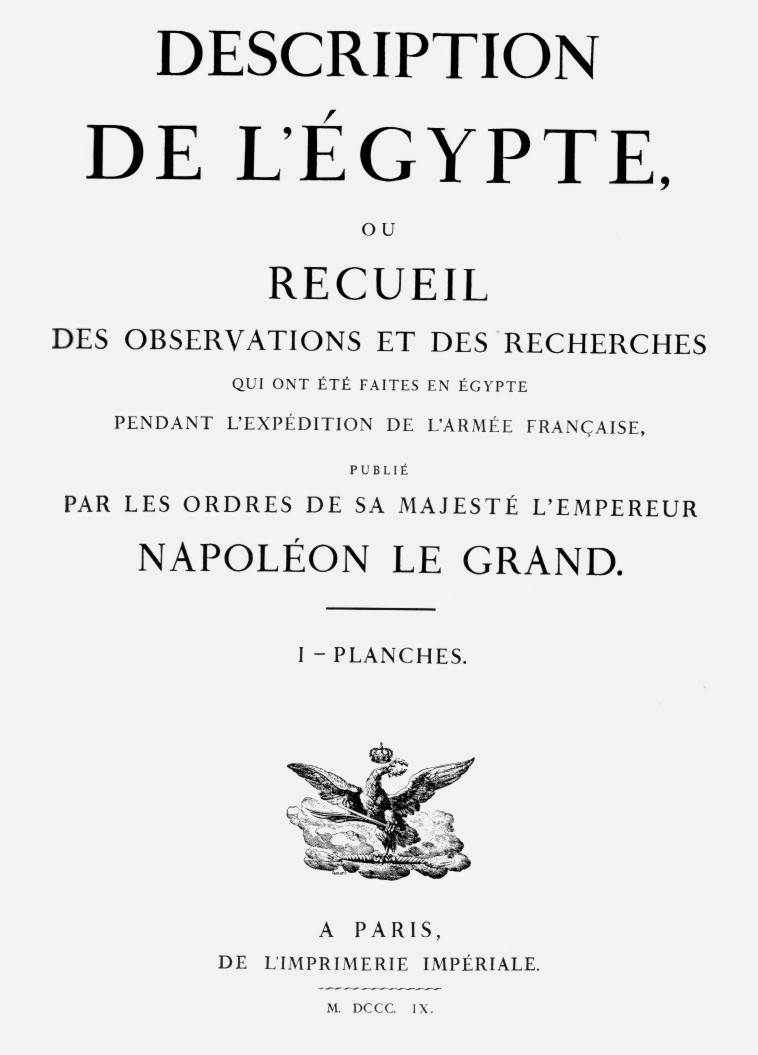
Titulní strana

Description de l'Égypte (česky Popis Egypta) je název monumentálního mnohosvazkového vědeckého díla vydávaného ve Francii v letech 1809–1828. Bylo výsledkem práce komise vědců a umělců, která byla součástí vojenského tažení Napoleona Bonaparta do Egypta z let 1798–1801. Dílo obsahuje bohatou vědeckou dokumentaci staroegyptských památek, čímž položilo základy moderní egyptologie. V době svého vydání se jednalo o největší tištěné dílo.
Toto dílo se ve Francii dočkalo dvou vydání. První známé jako "císařské vydání" z roku 1809, které si objednal Napoleon obsahovalo devět svazků textu a 11 ilustrovaných knih v nadrozměrném formátu, dále dvě ilustrované knihy a jeden svazek s mapami ve velmi velkém formátu (Mammutfolio), celkem tedy 23 svazků. Druhé, známé jako "Panckouckeho vydání" vyšlo pod záštitou Ludvíka XVIII. Publikoval je Charles Louis Fleury Panckoucke v letech 1821 až 1830 v menším formátu a rozložené do 37 svazků.
Skládá se z popisných textů a pamětí, ilustrovaných svazky desek. Články a ilustrace představují starověk a moderní dějiny Egypta z různých hledisek: architektury, zemědělství, jazyka, hudby, oděvu, sociologie, medicíny, přírodopisu a podrobné kartografie. 
- Předmluva Josepha Fouriera, velkoformátový svazek 740 × 570 mm
- devět svazků textu: 4x Památky (Antiquités), 3x Moderní stát (État modern), 2x Přírodní poměry (Natural History)
- deset svazků kresebných příloh
- svazek zeměpisného atlasu Carte de l'Égyptes měl přibližně 50 map Egypta, Sýrie a Palestiny. Byl používán jako základ pro většinu map regionu po většinu devatenáctého století.

V České republice se kompletní dílo nachází ve Strahovské knihovně v Praze a část Antiquités v knihovně kancléře Metternicha na zámku Kynžvart.